# Dwór monarszy

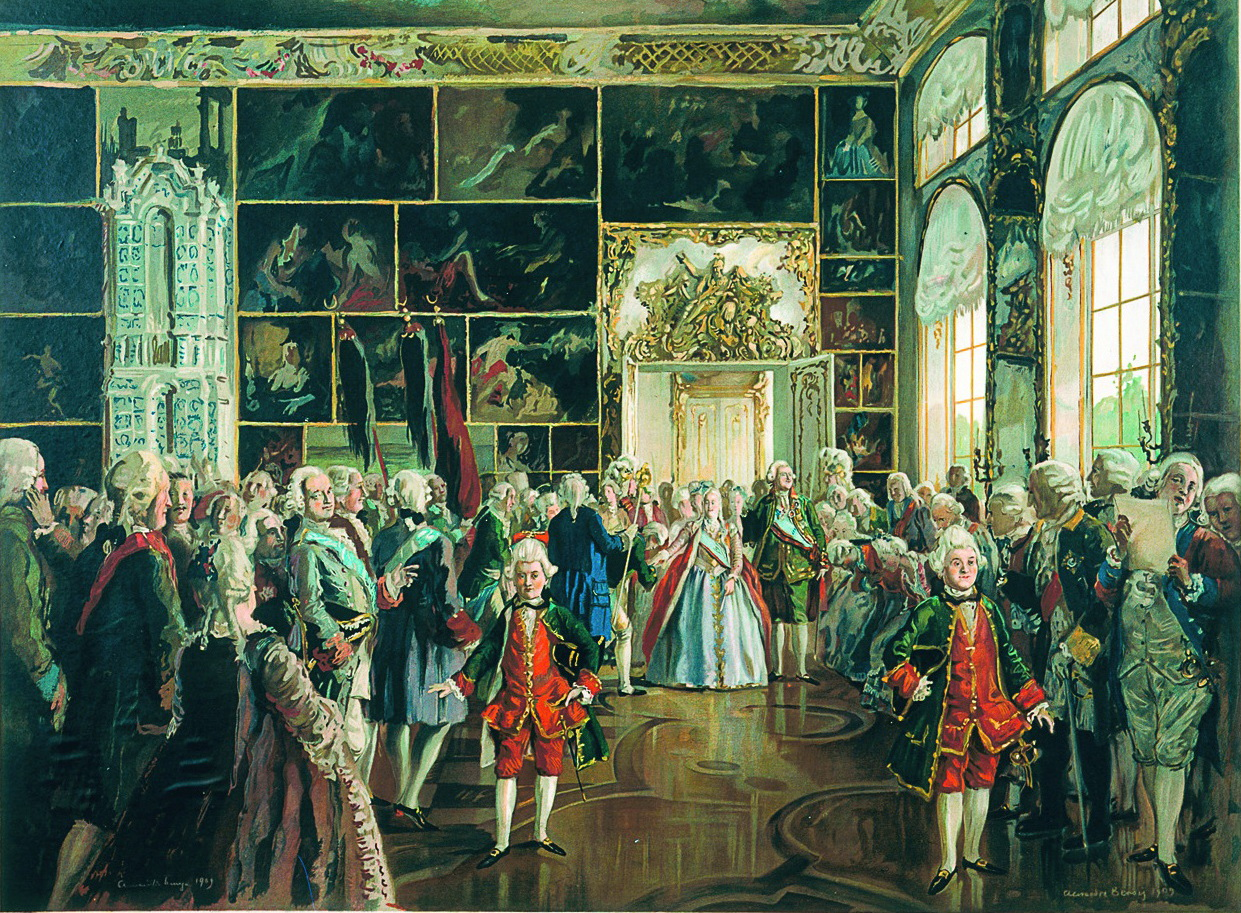
Katarzyna II Wielka i jej dwór

Dwór monarszy – otoczenie monarchy, stanowiące ośrodek władzy i kultury.
Stanowi zespół osób, otaczających panującego w charakterze dworskich dostojników, domowników i służby.
W skład dworu wchodzą zarówno dygnitarze, jak i osoby niepiastujące urzędów państwowych. Za dworzanina uznać zatem należy marszałka, czy kanclerza, jak i nadwornego lekarza, malarza czy kuchmistrza.
Swoje dwory, wraz z oficjalistami, służbą, prywatnym wojskiem i klientami (nierzadko prawie stale przebywającymi na dworze), posiadali także wielcy feudałowie.